# پون ده نویی (متروی پاریس)
پون ده نویی (فرانسوی: Pont de Neuilly‎) یکی از ایستگاه‌های خط ۱ متروی پاریس است که در منطقه نویی-سور-سن واقع شده و در سال ۱۹۳۷ تأسیس شده‌است. در سال ۲۰۲۱ میلادی ۴٬۸۲۲٬۵۹۹ مسافر از این ایستگاه استفاده کرده‌اند.

## نگارخانه

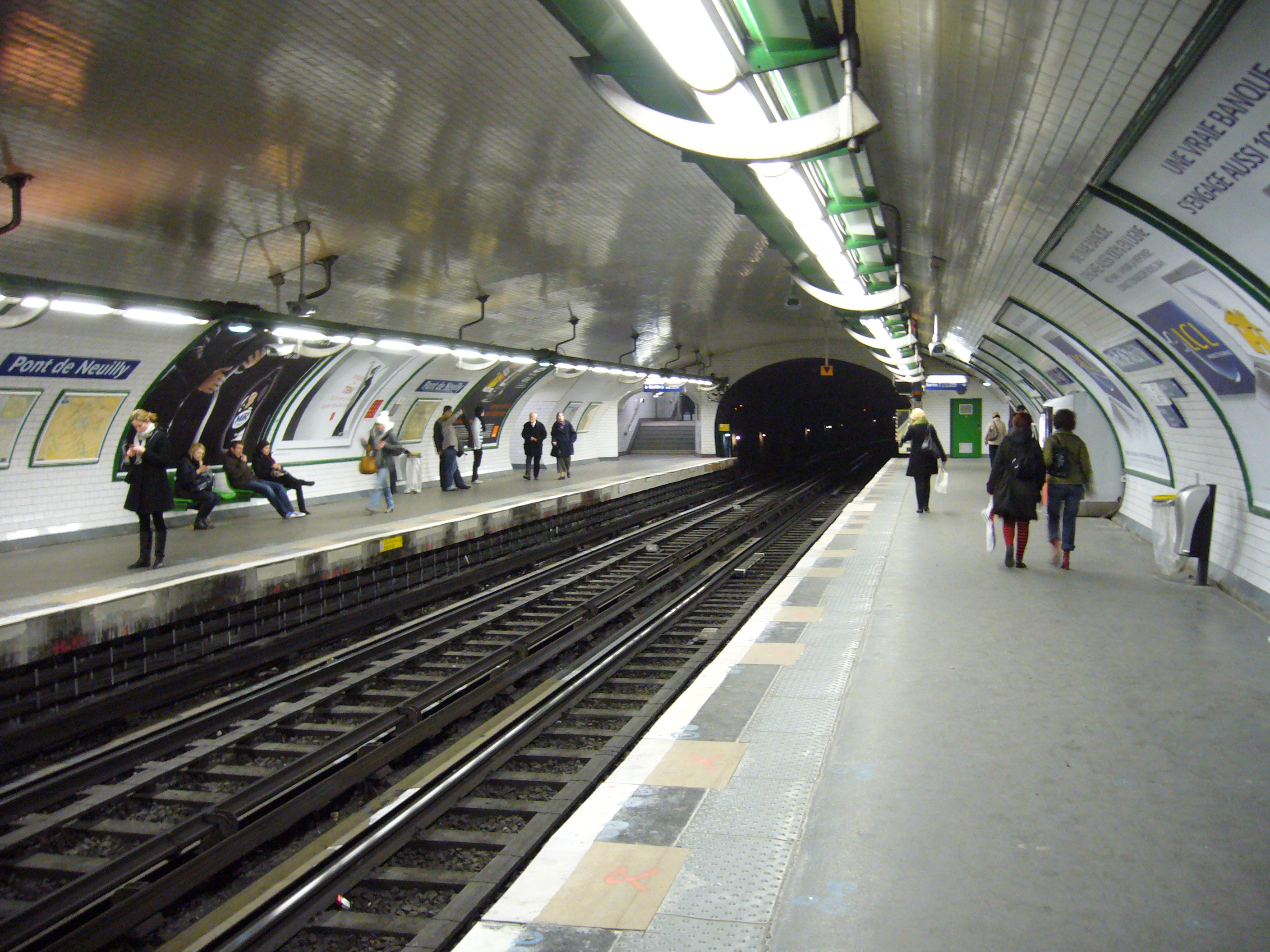
نمای شرقی
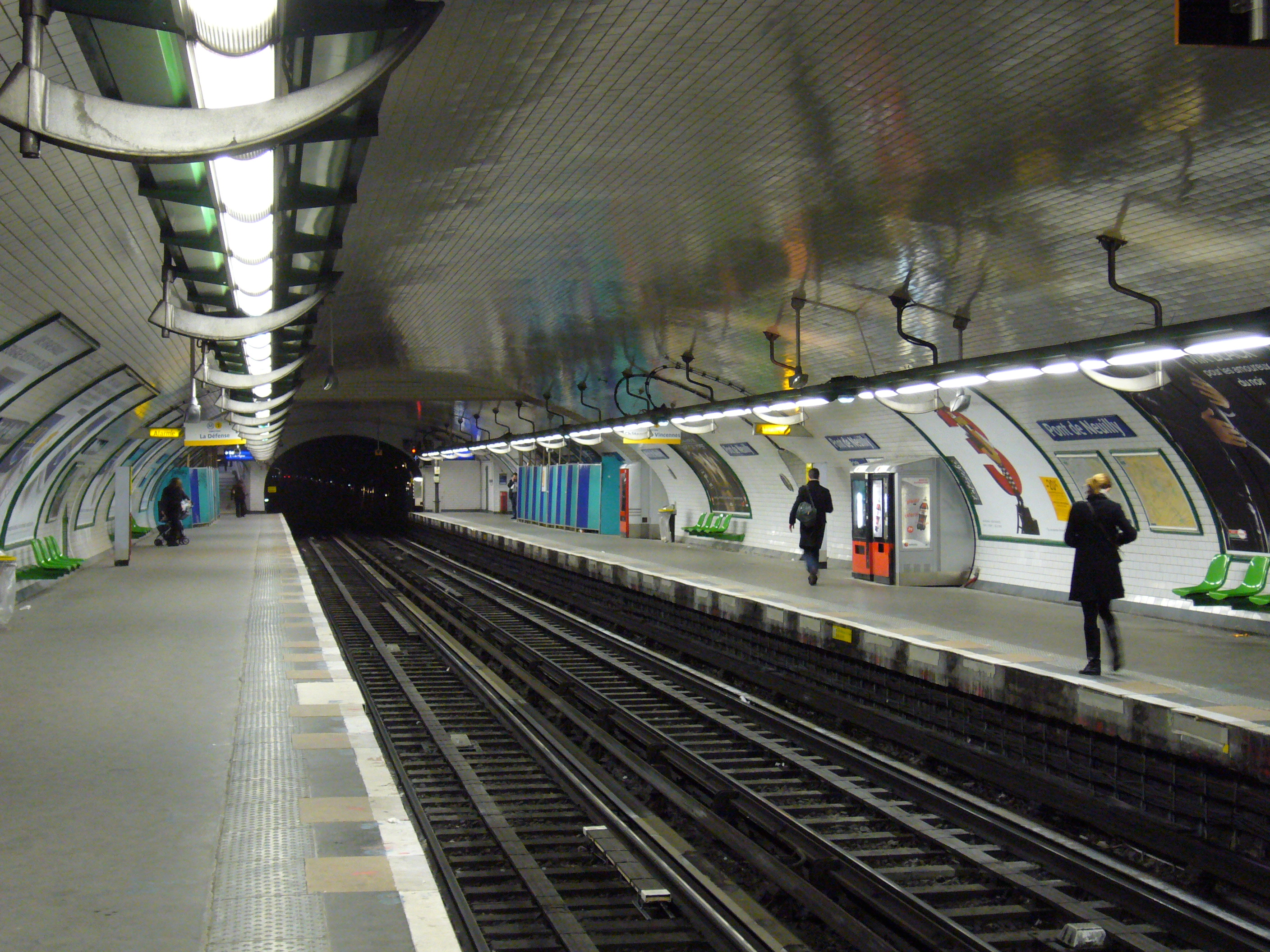
نمای غربی
- MP 89 rolling stock arriving at Pont de Neuilly